# Рубин (футбольный клуб)
«Руби́н» — российский футбольный клуб из Казани, выступающий в Российской премьер-лиге. Основан 20 апреля 1958 года под названием «Искра» как команда Казанского авиационного завода № 22 имени С. П. Горбунова. Двукратный чемпион России (2008 и 2009), двукратный победитель Первой лиги (2002, 2022/23). Обладатель Кубка России 2012, Суперкубка России 2010 и 2012.
В 2009 году «Рубин» был признан лучшей командой года по версии Российского футбольного союза.

## Названия
- 1958—1964: «Искра»
- 1964—1992: «Рубин»
- 1992—1993: «Рубин-Тан»
- с 1994: «Рубин»

## История
14 июля 2015 года в свет вышел фильм «Под прицелом „Рубина“». В нём рассказывается, что клуб получил своё название от радиолокационной станции «Рубин», которой оснащались военные самолёты Казанского авиационного завода № 22 имени С. П. Горбунова, где клуб и был создан. Поэтому истинные причины названия клуба были засекречены в СССР, и преданы огласке лишь через 50 лет.

### Предшественники
Нынешняя команда была создана на базе Казанского авиационного завода № 22 имени С. П. Горбунова. Названия команды в силу того, что она представляла оборонное предприятие, которое нуждалось в некотором режиме секретности, постоянно менялись — «Команда Ленинского района» (она же п/я 747), «Крылья Советов», «Искра», «Рубин». С 1948 года участвовала в чемпионате РСФСР. Лидерами команды в конце 1940-х — начале 1950-х были Виктор Бойков, Арам Мусаилов, Григорий Руненков, Иван Ноктиков, Булат Хажиев и его друг, Константин Сундатов. В период с 1948 по 1957 годы заводчане 3 раза занимали 3-е и 6 раз 2-е место в Поволжской зоне первенства РСФСР. В 1956 году команда пробилась в финальную пульку, которая проводилась в Грозном и заняла в этом турнире 9-е место из 13-ти.
В высшем дивизионе команда играла с 2003 года. Сразу же после выхода в высший дивизион клуб завоевал бронзовые медали, а в 2008 году, к своему 50-летнему юбилею, стал чемпионом за три тура до окончания чемпионата.

### Расцвет эпохи Сентябрёва (1958—1965)

Состав команды ФК «Рубин». 1965 год

В 1958 году в Казани впервые появилась команда мастеров. Это связано с успешным выступлением команды завода имени С. П. Горбунова в чемпионате РСФСР. Клуб получил название «Искра» и оказался в первой зоне первенства СССР класса «Б». Дебютный матч казанцы провели против херсонского «Спартака» (2:4). Команда завершила сезон на 14-м месте из 16 команд. За год успели смениться четыре старших тренера. По окончании сезона клуб «Искра» возглавил Николай Сентябрёв, руководивший командой в течение следующих 13 лет. По итогам сезона-1959 команда заняла 5-е место.
Сезон 1960 года оказался более успешным. По итогам первого круга команда потерпела лишь одно поражение, по итогам сезона казанцы оказались на 4-м месте. В августе 1960-го состоялось открытие стадиона «Центральный», а 21 августа был сыгран дебютный матч на новой арене, в котором «Искра» победила «Металлург» Каменск-Уральский 4:1.
В начале сезона 1961 года команда вновь успешно сыграла в первом круге и неудачно во втором. В сезонах 1962 и 1963 годов «Искра» занимала 3-е место. В сезоне 1964 года команда усилилась молодыми игроками из первенства города. Начало сезона, в отличие от прошлых сезонов, выдалось не очень успешным, но в конце чемпионата команда выдала 15-матчевую беспроигрышную серию и завершила сезон на втором месте, что дало возможность продолжить борьбу за место в чемпионате рангом выше. В межсезонье клуб сменил название на «Рубин». В конце сезона, в матче против саратовского «Сокола», «Рубин» обеспечил себе место в классе «А».

### Конец эпохи Сентябрёва (1966—1971)
Во время сезона 1966 года ставка делалась на игроков прошлогоднего состава. В итоге «Рубин» занял 5-е место. В сезоне 1967 года произошли серьёзные изменения в составе, «Рубин» занял 4-е место. В сезоне 1968 года в «Рубине» дебютировал будущий капитан сборной СССР и киевского «Динамо» Виктор Колотов. Он стал единственным игроком «Рубина», который вызывался в состав сборной СССР. В сезоне 1969 года клуб был очень близок к повышению в ранге, однако на одно очко отстал от победителя — хабаровского СКА. По итогам сезона 1970 года «Рубин» занял восьмое место, Колотов перешёл в киевское «Динамо», а несколько игроков приняли решение о завершении карьеры.
В 1971 году была основана первая лига. В этом сезоне «Рубин» держался в середине турнирной таблицы, после чего последовала серия из 14 матчей без побед. В сентябре 1971 года по состоянию здоровья команду покинул старший тренер Николай Сентябрёв, а «Рубин» опустился на последнее место в лиге и вылетел из неё.

### Полоса белая, полоса чёрная (1972—1977)
По ходу сезона 1972 года, в котором «Рубин» выступал во второй лиге, клуб испытывал проблемы в атаке. В состав команды неплохо вписались Александр Иванов, Александр Машин и Анатолий Яшин.
По ходу сезона 1973 года в команду вернулся Мурад Задикашвили, и «Рубин» вместе со «Уралмашем» и «Кордом» оспаривали первые места в таблице. По итогам сезона «Рубин» занял второе место, а в Кубке добрался до полуфинала.
В сезоне 1974 года команда укрепилась Алексеем Семёновым, Владимиром Сергеевым и Ренатом Камалетдиновым. По ходу сезона сменился старший тренер, вместо Владлена Решитько команду принял бывший игрок команды Юрий Марков. С ним команда заняла второе место и вышла в первую лигу.
В 1975 году новым тренером стал Борис Батанов. Начало сезона было неудачным, и по итогам казанцы заняли одиннадцатое место. В 1976 году «Рубин» с трудом сохранил место в первой лиге.
В 1977 году руководство решило омолодить состав команды, многим возрастным футболистам пришлось покинуть команду, на замену им пришли молодые Усенко, Мартынов, Сибгатуллин, Дзагнидзе и Щавелёв, но, заняв, 20-е место, клуб отправился во вторую лигу.

### Вторая лига (1978—1991)
14 сезонов подряд «Рубин» выступал во второй лиге. Команда занимала от 19-го (в 1979-м году) до 2-го (в 1982-м году) места.
В 1990 году у руля «Рубина» встал Иван Золотухин, «поднимавший» горьковскую «Волгу» в высший дивизион (в 1963 году), а махачкалинское «Динамо» (в 1967 году), ярославский «Шинник» (в 1970 году), нальчикский «Спартак» (в 1978 году) и костромской «Спартак» (в 1980 году) — во вторую по силе лигу. В первом же сезоне команда под его руководством заняла 3-е место в 7-й зоне второй низшей лиги, завоевав всего на очко меньше, чем ставший победителем турнира челнинский «КАМАЗ». Любивший повторять «Для меня без разницы, что второе место, что четырнадцатое. Для меня есть только первое», максималист Золотухин добился в 1991 году того, что «Рубин» с самого начала захватил лидерство в лиге, выдав серию из 31 матча подряд без поражений. «Рубин», одержав в 42 матчах сезона 30 побед, досрочно занял 1-е место, а с ним и путёвку наверх, но не во вторую «буферную» лигу СССР, а в первую российскую лигу.

### Тяжёлые времена (1992—1995)
13 февраля 1992 года скончался Иван Золотухин. В первом первенстве России тренером стал Александр Ивченко. Собственник и главный спонсор клуба — КАПО имени Горбунова ввиду собственного тяжелейшего экономического положения сократил финансирование команды. Свою помощь «Рубину» предложил бизнесмен Сергей Шашурин, возглавлявший ассоциацию социально-экономического развития г. Казани «Тан» («Рассвет») и АОЗТ «Тан». Клуб был переименован в «Рубин-ТАН», постоянно держался в верхней части турнирной таблицы, завершив чемпионат на 5-м из 18 мест.
1993 год клуб вновь начал с новым главным тренером. Ивченко был приглашён возглавить дебютанта высшей лиги — владивостокский «Луч», вслед за ним ушли лидеры клуба. Прекратилось финансирование команды и со стороны КАПО имени Горбунова, и со стороны «ТАНа». Новый главный тренер Виктор Лукашенко подал в отставку. Вместо него был назначен начальник клуба Мурад Задикашвили. «Рубин-ТАН» был переименован обратно в «Рубин», для получения средств на дальнейшее существование продавались игроки. По итогам сезона клуб занял 8-е место, в решающем матче проиграв в последнем туре «Шиннику» в Ярославле 0:2, и этого оказалось недостаточно, чтобы сохранить место в первой лиге.
В сезоне 1994 года нового спонсора и главного тренера найти так и не удалось. Из всего прошлогоднего состава осталось лишь 6 человек. Главной задачей на сезон было не вылететь из второй лиги в третью. Из-за отсутствия средств клуб чередовал технические поражения за невыезд с разгромными поражениями. Как итог, после первого круга — последнее место, 6 очков при разнице мячей 7-40. Во втором круге команде удалось подняться на спасительное 15-е место и остаться во второй лиге.
В 1995 году «Рубин» стал коммунальным предприятием, но денег в клубе не прибавилось. Лишь по счастливому стечению обстоятельств, с большим трудом «Рубин» занял 17-е место, что позволило ему не вылететь в третью лигу. В этом сезоне сразу 6 команд зоны «Центр», где выступал «Рубин», из-за отсутствия финансирования либо прекратили своё существование, либо самостоятельно снялись с первенства.

### 1996—2002

Состав команды ФК «Рубин». 1997 год

Сезон 1996 года стал переломным для команды. Патроном клуба стал мэр Казани Камиль Исхаков. Появилось стабильное финансирование, и перед «Рубином» была поставлена задача выйти в первую лигу а потом и в высший дивизион. На должность главного тренера был приглашён заслуженный тренер России Игорь Волчок. В межсезонье команда пополнилась сразу 18-ю новичками. Наиболее ярко проявили себя Владимир Пантюшенко и Рустам Забиров. По итогам сезона «Рубин» занял 6 место.
В 1997 году задача выхода в первую лигу была усложнена новым регламентом, по которому повышение получала только одна команда. В межсезонье команда укрепилась за счёт возвращения воспитанников: Сергея Харламова, Рустема Булатова, Айрата Ахметгалиева и Рустема Хузина. Вратарём команды стал нижнекамец Валерий Алескаров, а одним из нападающих — Андрей Князев. По ходу сезона «Рубин» выдал серию из 13 побед подряд, и в итоге набрал 102 очка из 120 возможных. Тем самым, задача выхода в первую лигу была решена.
Клуб хорошо проявил себя в кубковых матчах сезона 1997/98. Поочерёдно были обыграны саратовский «Сокол», нижегородский «Локомотив», а в 1/8 финала был побеждён тульский «Арсенал». Но в 1998 году в четвертьфинале «Рубин» проиграл 0:3 «Алании», в результате чего новым тренером стал Александр Ирхин. В первенстве первого дивизиона клуб занял 7-е место, и Ирхин был уволен.
В декабре 1998 года новым главным тренером стал заслуженный тренер России Павел Садырин, но он покинул клуб из-за неуспешного выступления команды, которая заняла 7-е место. В межсезонье клуб покинули 15 человек, причём 4 из них перебрались в клубы высшего дивизиона.
В 2000 году новым главным тренером, который должен был решить задачу выхода клуба в высшую лигу, стал Виктор Антихович. По итогам сезона «Рубин» занял 3-е место в первом дивизионе, пропустив вперёд саратовский «Сокол» и «Торпедо-ЗИЛ». Но уже в 2001 году «Рубин» опустился на 8-е место, после чего в нём состоялась очередная тренерская отставка.

### Эпоха Бердыева (2001—2013)
4 августа 2001 года главным тренером ФК «Рубин» был назначен Курбан Бердыев, до этого возглавлявший смоленский «Кристалл». Перед началом сезона 2002 года команду пополнил ряд сильных игроков: Давид Чаладзе, Геннадий Сёмин, Михаил Синёв и Андрей Коновалов. В итоге клуб провёл очень успешный сезон. В 34 матчах было одержано 22 победы. Двумя лучшими нападающими сезона стали Чаладзе и Вячеслав Камольцев из новороссийского «Черноморца». По итогам сезона «Рубин» завоевал место в премьер-лиге.
В межсезонье команда укрепилась большим количеством игроков, пришли легионеры: Иржи Новотны, Томаш Чижек, Макбет Сибайя, Андрес Скотти, Орландо Калисто и Рони. Первый матч на выезде против ЦСКА «Рубин» проиграл 0:4. Позже в активе команды были: победа со счётом 1:0 в матче против «Торпедо-Металлург», две ничьи с самарскими «Крыльями Советов» и московским «Динамо», две победы над московскими клубами «Торпедо» и «Спартак». После этих матчей «Рубин» занял место в середине таблицы. Далее началась десятиматчевая серия без поражений, которую позже прервал «Зенит». В чемпионате 2003 года «Рубин» стал бронзовым призёром чемпионата.
В 2004 году команда пополнилась защитником чешской «Славии» Адамом Петроушем и полузащитником Рихардом Досталеком, нападающим «Ривер Плейт» Алехандро Домингесом, вратарём раменского «Сатурна» Валерием Чижовым, защитником «Торпедо» Маратом Махмутовым и нападающим «Терека» Владимиром Байрамовым. За первые семь туров «Рубин» не одержал ни одной победы и опустился на последнюю строку турнирной таблицы. Первая победа была одержана в матче 8-го тура против московского «Спартака». Далее последовала серия из семи безвыигрышных матчей, и команда снова опустилась в низ таблицы. По итогам сезона команда заняла 10-е место, что расценивалось как неудачное выступление.
В сезоне-2005 «Рубин» серьёзно поменял состав. В команду пришли Дамани Ральф, Орестас Буйткус, Лаша Салуквадзе, Йорген Ялланд, Георгий Кинкладзе и Дмитрий Васильев, но и потери также были достаточно крупными. Команду покинули лидеры Роман Шаронов, Сергей Козко, Денис Бояринцев, а также Адам Петроуш, Седрик Руссель, Валерий Чижов, Жозе Алоизио и Иржи Новотны. Новички довольно неплохо сыгрались с ветеранами клуба: Михаилом Синёвым, Андреем Фёдоровым, Павлом Харчиком, Томашем Чижеком и Ансаром Аюповым, а также с молодыми талантами: Ленаром Гильмуллиным и Александром Бухаровым. В этом сезоне «Рубин» дома не проиграл ни одного матча и установил рекорд по количеству беспроигрышных матчей.
Сезон 2007 года запомнился ротацией состава. Это связано с неудачными выступлениями команды. В чемпионате России «Рубин» финишировал на 10-м месте, а в Кубке Интертото проиграл венскому «Рапиду». Также сезон был омрачён гибелью Ленара Гильмуллина.
В сезоне 2008 года «Рубин» отмечал полувековой юбилей. Подготовка к нему началась уже в конце 2007 года. В межсезонье руководство клуба провело серьёзную селекционную работу. В команду были приглашены игроки с большим опытом выступления на высоком уровне, такие как Сергей Семак, Саво Милошевич, Сергей Ребров. Здорово вписались в коллектив турецкий полузащитник Гёкдениз Карадениз, защитник из Аргентины Кристиан Ансалди, вратарь Сергей Рыжиков. Вернулся в команду её старожил, защитник Роман Шаронов. На стартовом отрезке чемпионата 2008 года «Рубин» одержал семь побед подряд. В 17-м туре в домашнем матче казанцы крупно переиграли действующих чемпионов «Зенит» со счётом 4:1. 14 сентября, также дома, было обыграно московское «Динамо» 1:0. В 27-м туре, в Раменском, «Рубин» обыграл «Сатурн» со счётом 2:1 и за три тура до окончания чемпионата впервые в своей истории стал чемпионом России.
В межсезонье команда усилилась защитниками Калешиным и Навасом, полузащитниками Быстровым и Горбанцом, также в клуб вернулся Домингес.
В первых же турах чемпионата России 2009 года «Рубин» вышел на первое место и никому его не уступал. За сезон команда одержала 10 крупных побед, установив новый рекорд премьер-лиги. Большую остроту атаке команды придал вернувшийся Домингес, которого в конце сезона признали лучшим игроком чемпионата России. Вместе с Бухаровым они заняли второе и третье места в гонке бомбардиров.

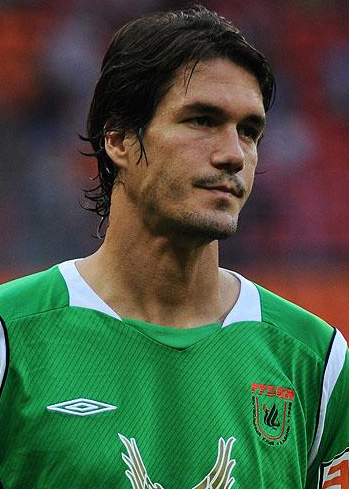
Испанский защитник Сесар Навас в составе ФК «Рубин». 17 июля 2010 года

Защита, и до этого бывшая весьма сильной, усилилась за счёт Сесара Наваса, также прогрессировал Ансальди, которого в конце сезона вызвали в сборную. В мае команда сыграла в финале Кубка России, где уступила с минимальным счётом ЦСКА. В летнее трансферное окно были приобретены полузащитники Касаев и Муравски. В 20-м туре в матче с московским «Спартаком», шедшим на втором месте, «Рубин» одержал победу со счётом 3:0 и упрочил лидерство. После этого «Рубин» одержал свою самую крупную победу в сезоне, 5:1 над «Сатурном», продлив свою победную серию до шести матчей с общим счётом 20-2. Был установлен клубный статистический рекорд — за девять игр до окончания чемпионата было забито больше мячей, чем за любой из предыдущих сезонов команды в Премьер-лиге.
Осенью начались матчи группового этапа Лиги чемпионов. «Рубин» попал в одну группу с командами «Барселона», «Интернационале» и «Динамо» (Киев). В первом матче, с «Динамо», «Рубин» вёл по ходу встречи 1:0, но в итоге уступил 1:3. В гостевом матче с «Барселоной» на «Камп Ноу» «Рубин» победил со счётом 2:1. Первый мяч на 2-й минуте матча забил Александр Рязанцев дальним ударом. Но «Барселона» отыгралась на 48-й минуте: забил Златан Ибрагимович. На 73-й минуте в результате быстрой контратаки гол забил Гёкдениз Карадениз. По итогам группового турнира «Рубин» занял 3-е место и вышел в стадию плей-офф Лиги Европы УЕФА.
21 ноября 2009 года «Рубин» стал двукратным чемпионом России, за один тур до окончания чемпионата, опередив в итоге ближайшего соперника — московский «Спартак» — на 8 очков. По итогам сезона «Рубин» был признан командой года, Курбан Бердыев — тренером года, 8 футболистов вошли в список «33 лучших».
В матче на Суперкубок России, который прошёл 7 марта 2010 года на стадионе «Лужники», «Рубин» обыграл ЦСКА со счётом 1:0, и впервые став обладателем этого трофея. Гол забил Александр Бухаров. В этом матче дебютировал в новом клубе Текке, вышедший на замену Бухарову.

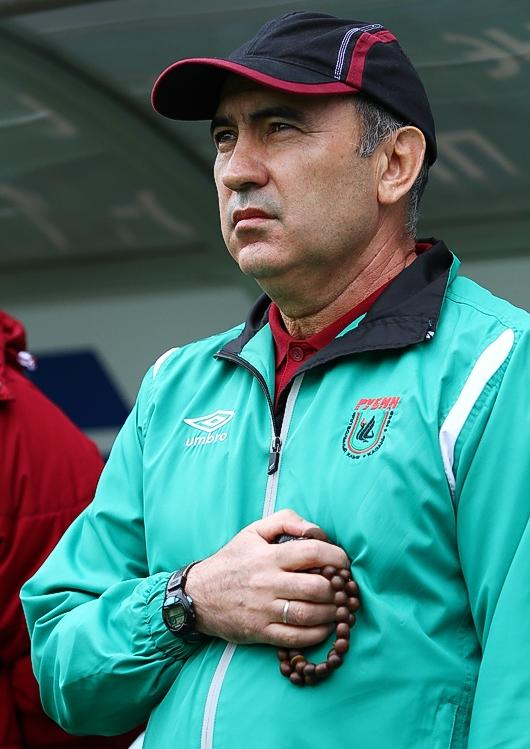
Курбан Бердыев

На правах чемпиона страны «Рубин» попал напрямую в групповой этап Лиги чемпионов. В результате жеребьёвки, прошедшей 26 августа, были определены соперники: «Барселона», с которой команда встречалась в прошлом году, греческий «Панатинаикос» и датский «Копенгаген».
В первом туре группового турнира «Рубин» проиграл «Копенгагену» со счётом 0:1. Во втором туре на своём поле сыграл вничью с «Барселоной» (1:1). Оба мяча были забиты с пенальти — в первом тайме отличился игрок «Рубина» Кристиан Нобоа, а во втором — Давид Вилья из «Барселоны». В третьем и четвёртом турах были нулевые ничьи с «Панатинаикосом». В пятом туре «Рубин» одержал первую победу, одолев на своём поле «Копенгаген» со счётом 1:0. Единственный гол, с пенальти, забил Нобоа. В шестом туре команда проиграла на выезде «Барселоне» со счётом 0:2. «Рубин» занял третье место в группе и перешёл в плей-офф Лиги Европы.
Летом из команды ушли лидеры Сергей Семак и Александр Бухаров; Фатих Текке, который провёл в команде всего полгода, а также Хасан Кабзе. На их место клуб приобрёл Обафеми Мартинса, Карлоса Эдуардо, Сальваторе Боккетти, Алексея Медведева, Сергея Корниленко (аренда), Олега Кузьмина и Гедрюса Арлаускиса. По сумме летних трансферов «Рубин» вошёл в первую пятёрку европейских клубов.
В 1/16 финала Лиги Европы соперником «Рубина» был «Хапоэль» (Тель-Авив). В первом матче 18 февраля «Рубин» дома одержал крупную победу 3:0, ответный матч закончился нулевой ничьей. В 1/8 финала команда встретилась с «Вольфсбургом». В первом матче «Рубин» на своём поле сыграл вничью 1:1, гол забил Кристиан Нобоа, в ответном матче проиграл 1:2 в дополнительное время и выбыл из Лиги Европы.
В 2011 году о «Рубине» был выпущен полнометражный документальный фильм «Команда», снятый в жанре «инсайд» режиссёром Мурадом Алиевым. Фильм стал первым в истории отечественного футбола подобной картиной о российском клубе.
Бюджет «Рубина» на 2011 год по неофициальным данным составлял около 120 миллионов долларов США, заняв вторую строчку в рейтинге бюджетов футбольных клубов журнала «Финанс». В самом клубе утверждали, что цифры на самом деле гораздо скромнее, но не называли истинной цифры. В межсезонье команда усилилась пятью игроками: Игорем Лебеденко из «Ростова», Вальтером Чалой из «Депортиво» (Эквадор), Петром Немовым, который перешёл на правах свободного агента из подмосковного «Сатурна», Сергеем Кисляком из минского «Динамо» и из аренды вернулся воспитанник клуба Владимир Дядюн. Первую игру сезона «Рубин» провёл в рамках Лиги Европы. Соперником был голландский «Твенте» 0:2, 2:2.

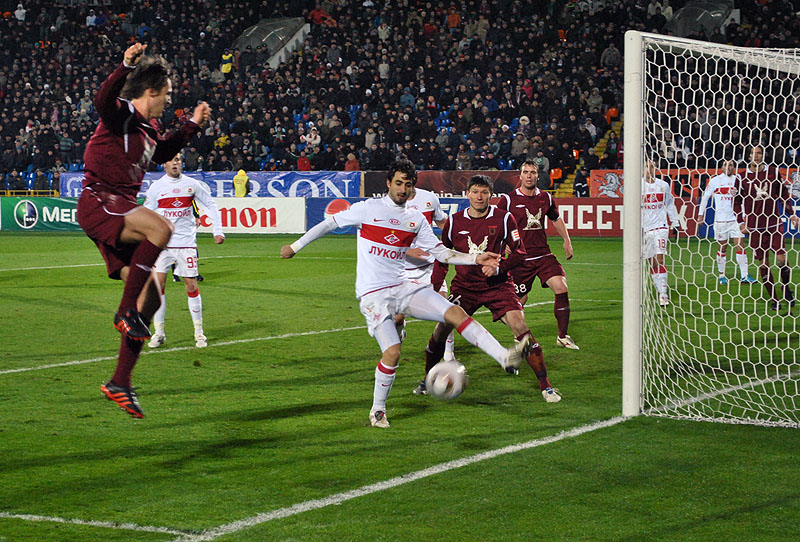
«Рубин» — «Спартак». 2010 год

16 августа «Рубин» в рамках предварительного раунда Лиги чемпионов проиграл 1:3 на выезде в матче против лионского «Олимпика». В ответном матче была зафиксирована ничья 1:1, «Рубин» выбыл в Лигу Европы. По итогам группового этапа клуб вышел в плей-офф со второго места, набрав 11 очков. «Рубин» два раза сыграл вничью с греческим ПАОК (дома — 2:2, в гостях — 1:1), один раз выиграл у «Тоттенхем Хотспур» (1:0) и один раз проиграл (0:1 — гол забил российский игрок «Тоттенхема» Роман Павлюченко), два раза обыграл «Шемрок Роверс» с крупным счётом (0:3, 4:1).
В зимнее трансферное окно команду покинул один из ведущих игроков — Кристиан Нобоа, который перешёл в московское «Динамо». В феврале 2012 года команда встречалась с «Олимпиакосом» в рамках 1/16 финала Лиги Европы. Домашний матч проходил на московском стадионе «Лужники», из-за сильных морозов. «Рубин» проиграл оба раза с одинаковым счётом 0:1 и выбыл из турнира. 9 мая 2012 года «Рубин» выиграл Кубок России по футболу 2011/2012, получив возможность выступить в Лиге Европы УЕФА 2012/2013. В последнем 44 туре чемпионата России команда в Казани принимала ЦСКА и выиграла со счётом 3:1. «Рубин» занял 6 место в Премьер-лиге сезона 2011/2012.
В летнее трансферное окно «Рубин» усилился защитниками Иваном Маркано и Иваном Темниковым, полузащитниками Михаилом Плэтикэ, Гёкханом Тёре, Пабло Орбаисом и нападающим Хосе Саломоном Рондоном.
14 июля 2012 года в матче за Суперкубок России 2011/2012 «Рубин» победил чемпиона России 2011/2012 «Зенит» со счётом 2:0. Отличились Сальваторе Бокетти и Владимир Дядюн.
Благодаря победе в Кубке России «Рубин» начал выступление с группового этапа Лиги Европы. 20 сентября 2012 года состоялся первый матч: «Интернационале» — «Рубин» — 2:2. 8 ноября 2012 года на выезде «Рубин» провёл четвёртый матч группового этапа: «Нефтчи» — «Рубин». Выигрыш со счётом 1:0 обеспечил клубу досрочный выход из группы. Игра проходила в соответствии с «новыми атакующими тенденциями» в игре клуба (по схемам 4-4-2 и 4-3-3). Особенностью стало уже неоднократное использование Касаева и Карадениза в качестве нападающих.
Игра с двумя «столбами»-форвардами по схеме 4-4-2 дала положительный результат в последних пяти матчах конца октября — начала ноября, после предшествующей череды неудач сентября-октября 2012 года (в том числе вылет из Кубка России на одном из ранних этапов турнира, и ряд поражений в чемпионате России.
22 ноября 2012 года в пятой встрече группового этапа Лиги Европы УЕФА 2012/2013 «Рубин» у себя дома, на стадионе «Центральный» в Казани, обыграл миланский «Интер» со счётом 3:0, тем самым, за тур до окончания группового турнира Лиги, не только обеспечил себе выход в плей-офф, но и досрочно гарантировал первое место в группе. При этом «Рубин» установил рекорд клуба: 18-й не проигранный, на своём поле, международный матч, а игра стала 7-м выигранным матчем подряд в сезоне.
«Рубин» остался единственной командой из России, дошедшей до 1/4 финала Лиги Европы УЕФА 2012/2013. Соперником казанской команды стал лондонский «Челси». 14 марта 2013 года в столице Англии «Рубин» потерпел поражение со счётом 3:1. В домашнем ответном матче, который проводился 11 апреля 2013 года на стадионе «Лужники» в Москве, «Рубин» одержал волевую победу со счётом 3:2, но этого не хватило для прохода в полуфинал.
В межсезонье команда усилилась нападающим Александром Прудниковым, полузащитником Владиславом Куликом, защитником Иналом Гетигежевым, Дмитрием Торбинским и защитником французского «Ренна» Крисом Мавингой.
Первую игру сезона «Рубин» провёл 14 июля 2013 года на выезде против «Кубани», игра закончилась вничью 1:1. В рамках Лиги Европы соперником стала сербская «Ягодина». Гостевой матч закончился со счётом 2:3 в пользу казанцев. Матч второго тура премьер-лиги Рубин проводил дома против «Зенита». Матч закончился со счётом 2:1 в пользу хозяев встречи. Ответная встреча с «Ягодиной» 25 июля была выиграна 1:0, и «Рубин» прошёл в следующий раунд Лиги Европы.
По результатам жеребьёвки следующим соперником «Рубина» стал датский «Раннерс». 4 августа 2013 года на стадионе «Центральный» казанский «Рубин» принял московский ЦСКА. Матч закончился нулевой ничьей. После матча болельщики тепло попрощались с Кристианом Ансальди, который подписал контракт с «Зенитом». Затем последовала неудачная серия: ничья со «Спартаком» и «Крыльями Советов». После победы над «Уралом» «Рубин» неожиданно уступил на своём поле «Томи», по итогам матча был дисквалифицирован главный тренер Курбан Бердыев. За две игры без Бердыева «Рубин» уступил «Краснодару» и сыграл вничью с «Динамо». Возвращение Бердыева «Рубин» ознаменовал крупной победой над «Анжи» со счётом 5:1. Затем клуб неожиданно уступил «Волге», проиграл «Локомотиву», сыграл вничью с «Ростовом» и проиграл «Краснодару». 2013 год «Рубин» завершил на мажорной ноте: взял реванш у «Томи», разгромно обыграл «Амкар» и сыграл вничью в гостях с «Локомотивом».
20 декабря 2013 года по итогам заседания Попечительского совета ФК «Рубин», возглавляемого главой Республики Татарстан Рустамом Миннихановым, Курбан Бердыев, проработавший в клубе более двенадцати лет, был уволен с должности главного тренера казанской команды. Вместе с Бердыевым команду покинул генеральный директор клуба Андрей Громов. Также была упразднена должность вице-президента, которую с января 2013 года занимал Камиль Исхаков.
В итоге, 25 декабря 2013 года на должность генерального директора был назначен Владимир Леонов. Однако через месяц с небольшим, после его заступления на должность появилась информация о том, что он скорее всего оставит свой пост.

### Смена тренера. Новая философия (2014—2017)
8 января 2014 года Международная федерация футбольной истории и статистики по итогам 2013 календарного года подняла «Рубин» до 11 места в своём рейтинге.
10 января 2014 года официальный сайт клуба сообщил о назначении на должность главного тренера Рината Билялетдинова, однако из-за отсутствия у него необходимой тренерской лицензии категории «Pro», должность главного тренера с 12 февраля по 31 мая 2014 года официально занимал его помощник Владимир Маминов. Дебют тренерского тандема ознаменовался ничьей с «Бетисом» 1:1. В РФПЛ «Рубин» выступал неудачно, проиграв ряд важных матчей и завершил сезон лишь на девятом месте.
В начале сезона 2014/2015 «Рубин» разгромно проиграл «Спартаку», сыграл вничью с «Тереком» и «Арсеналом». Первый матч на «Казань Арене» «Рубин» играл с «Локомотивом» — 1:1. Первый гол на стадионе забил Гёкдениз Карадениз. Первую часть сезона «Рубин» завершил на седьмом месте, а итоговая позиция клуба по итогам сезона — 5 место. Игорь Портнягин стал лучшим бомбардиром команды, забив 12 голов, а Эльмир Набиуллин был признан лучшим молодым футболистом РФПЛ. В Кубке России «Рубин» остановился на стадии 1/4 финала, где проиграл будущему обладателю трофея — московскому «Локомотиву» (0:0, пен. 2:4).
После того как УЕФА отстранил «Динамо» на один сезон от участия в еврокубках за нарушение финансовой фейр-плей, место в Лиге Европы получил «Рубин»
В чемпионате 2015/2016 «Рубин» стартовал неудачно — шесть поражений в семи играх. 31 августа 2015 года временно исполняющий обязанности Президента Республики Татарстан Рустам Минниханов предложил президенту Валерию Сорокину и главному тренеру Ринату Билялетдинову добровольно уйти в отставку. Исполняющим обязанности главного тренера, а затем и главным тренером стал Валерий Чалый.
27 мая 2016 года главным тренером «Рубина» сроком на четыре года назначен испанский специалист Хавьер Грасия, до подписания нового контракта возглавлявший в течение двух лет испанскую «Малагу». В летнее трансферное окно «Рубин» потратил 39,7 миллионов евро. На эти средства казанцы подписали сразу десятерых игроков. Это защитники Мориц Бауэр, Серхио Санчес и Карлос Самбрано, а также игроки группы атаки Жонатас, Саму, Алекс Сонг, Георгий Махатадзе, Рифат Жемалетдинов, Максим Лестьенн и Рубен Рочина. 21 июня казанцы провели первую тренировку под руководством испанца. По итогам сезона «Рубин» занял девятое место в турнирной таблице чемпионата России, набрав в 30 матчах 38 очков. В Кубке России казанцы дошли до полуфинала.
31 мая 2017 года президент казанского «Рубина» Ильсур Метшин подал в отставку, которая была принята руководством футбольного клуба. Управление и финансирование «Рубина» в полном объёме перешло к группе компаний «ТАИФ». В этот же день был утверждён новый президент. Им стал Радик Шаймиев, сын бывшего президента Татарстана Минтимера Шаймиева. 8 июня «Рубин» объявил об отставке Хави Грасии. Сторонам удалось договориться о расторжении соглашения по собственному желанию испанца. Вместе с главным тренером клуб покинули и его испанские помощники.

### Возвращение Бердыева (2017—2019)
9 июня 2017 года «Рубин» достиг принципиальной договорённости с Курбаном Бердыевым о его возвращении на пост главного тренера казанской команды. 15 марта 2018 года клуб сменил юридический статус с муниципального автономного учреждения на общество с ограниченной ответственностью и получил лицензию как частное предприятие, доли между владельцами распределились следующим образом: Сайманов (33,34 %), Бердыев (33,33 %) и Рустам Саяхов (33,33 %). После выхода Саяхова из владения Бердыев стал учредителем вместе с генеральным директором клуба Рустемом Саймановым. У главного тренера команды зарегистрирована доля 49,99 % в уставном капитале, а у Сайманова — 50,01 %.
5 июня 2019 года Бердыев был отправлен в отставку.

### Время Слуцкого (2020—2022)
После отставки Бердыева командой стал руководить его помощник Роман Шаронов, хотя де-юре главным тренером казанцев был назначен Эдуардо Докампо, из-за отсутствия у Шаронова нужной тренерской лицензии.
19 декабря 2019 года Леонид Слуцкий официально возглавил «Рубин». На момент прихода Слуцкого «Рубин» занимал 13-е место в турнирной таблице РПЛ, имея в своём активе 19 очков после 19 матчей. По итогам сезона Леонид Слуцкий спас «Рубин» от вылета, заняв 10 место с 35 очками.
В первый свой полноценный сезон 2020/2021 Леонид Слуцкий поднял «Рубин» на четвёртую строчку и тем самым вывел клуб в еврокубки (впервые за 6 лет). Однако выступил в них клуб неудачно, вылетев в первом квалификационном раунде Лиги конференций от польского «Ракува». После вторжения России на Украину клуб покинули почти все легионеры. Вторая половина сезона 2021/22 выдалась неудачной, несмотря на бодрое начало «Рубин» к концу чемпионата скатился в зону стыков. 30 апреля 2022 года в выездной игре против «Сочи» команда потерпела крупнейшее поражение в своей истории в РПЛ со счётом 0:6. 21 мая 2022 года после драматичного домашнего поражения в матче с прямым конкурентом «Уфой» со счётом 1:2 (Виталий Лисакович не реализовал пенальти на 12-й компенсированной минуте) «Рубин» впервые с 2003 года вылетел в Первую лигу, заняв 15-е место в РПЛ. Клуб стал вторым чемпионом России после владикавказской «Алании», который покидал высший дивизион. Сам тренер не стал покидать пост.
15 ноября 2022 года Слуцкий ушёл с поста главного тренера по собственному желанию.

### Возвращение в Премьер-лигу (с 2022 года)
После ухода Слуцкого с поста главного тренера, исполняющим обязанности был назначен Юрий Уткульбаев. 23 декабря 2022 года было объявлено, что клуб возвращается под хозяйственный и финансовый контроль Республики Татарстан. 23 января 2023 года Уткульбаев был утверждён главным тренером «Рубина», подписав контракт до конца сезона 2022/23. 12 апреля 2023 года контракт с Уткульбаевым был расторгнут по соглашению сторон. При нём «Рубин» не потерпел ни одного поражения и поднялся в таблице до зоны прямого выхода в РПЛ. В этот же день на пост главного тренера был назначен Рашид Рахимов. При новом тренере команда не понесла ни одного поражения в оставшихся восьми матчах. 20 мая 2023 года, обыграв в гостевом матче калининградскую «Балтику» (1:0), «Рубин» вернулся в Премьер-лигу с первого места, взяв трофей победителя Первой лиги.

## Символика и форма

### Клубные цвета
| Рубиновый | Зелёный |

Во времена Советского Союза «Рубин» выступал в форме различных цветов: от чисто белого до жёлто-коричневого, синего и чёрного. Однако всегда в цвете формы команды преобладал красный или тёмно-красный (рубиновый) цвет.

### Форма

#### Домашняя
| 2007    | 2008 | 2009 | 2010 | 2011/12 | 2012/13 | 2013/14 | 2014/15 | 2015/16 | 2017/18 |
| 2019/20 |      |      |      |         |         |         |         |         |         |

#### Гостевая
| 2007    | 2008 | 2009 | 2010 | 2011/12 | 2012/13 | 2013/14 | 2014/15 | 2015/16 | 2017/18 |
| 2019/20 |      |      |      |         |         |         |         |         |         |

#### Резервная
| 2013/14 | 2014/15 | 2018/19 | 2019/20 |

### Эмблема клуба
Впервые команда вышла на поле с надписью «Рубин» в 1965 году, в год переименования клуба. Эмблема на майках команды появилась чуть позже, в 1970-е годы, окружность со встроенным в неё изображением ракеты и надписью «Спортклуб Рубин». Эмблема отражала принадлежность клуба к казанскому авиационному объединению имени Горбунова, которое было главным спонсором клуба с момента его основания. Футбольный клуб выступал под этой символикой до распада СССР.
- В 1992 году появилась новая эмблема в связи с подписанием спонсорского контракта с компанией «Тан». Логотип отдалённо напоминал символ Казани — дракона Зиланта. После того как компания «Тан» перестала спонсировать «Рубин», клуб вернул себе историческое название.
- В 1996 году эмблема получила новый вид, разработанный казанским художником В. Петровым. Логотип представлял собой щит с традиционной надписью «РУБИН», стилизованным изображением дракона Зиланта в центре, флагом Татарстана по окружности и надписью «ФУТБОЛЬНЫЙ КЛУБ. КАЗАНЬ. 1958».
- В 2006 году компания РА «Грани» по заказу «Рубина» разработала первый полноценный брендбук клуба, где были прописаны фирменный стиль, ценности и атрибуты бренда ФК «Рубин». Были утверждены пантоны цветов логотипа клуба, и его правильные изображения[75].
- В середине 2012 года казанский дизайнер А. Сальманова разработала новый логотип[76] в виде канонического геральдического щита с надписями на латинице, сохранив основные цвета команды, и утвердив изображение Зиланта в качестве главного графического элемента.
- В июле 2013 года был представлен новый логотип[77], который стилизован под эмблему «Рубина» 1970-х годов, в центре с востока на запад изображён дракон Зилант[78], внутри — камень рубин, а по окружности — надпись на русском языке «1958 РУБИН КАЗАНЬ»[79]. Создание логотипа занималась итальянская компания «Interbrand». Смена эмблемы спровоцировала волну негатива среди болельщиков «Рубина». «Rubin Ultras» выступили против эмблем образца 2012 и 2013 годов с официальным заявлением «Сберечь эмблему — сохранить традиции!» и перфомансом. Болельщиков казанского клуба также поддержали фанаты «Томи» и «Ростова».
- В сезоне 2014/2015 вместе с традиционным рубиновым комплектом в ряде матчей команда сыграла в форме чёрно-золотой расцветки. Новая форма была признана фартовой, однако на общие настроения не повлияла: по итогам голосования болельщиков команда вернулась к классической экипировке[80][81].
- 24 июля 2016 года «Рубин» представил новую эмблему. Он был разработан компанией Sellout Sport System и известным казанским арт-директором Артёмом Ермолаевым. Новый логотип сочетает в себе первую историческую эмблему команды, родоначальником которой является казанское авиационное объединение имени Горбунова, эмблему 1996 года, с которой связаны самые значимые достижения клуба, а также классический футбольный мяч времён даты основания команды[82].
- 1 июля 2019 года представлена новая эмблема, этот логотип был изменён уже в четвёртый раз за последние семь лет. Был изменён наклон изображённой на логотипе головы Зиланта, добавлена линия выступающего лба. Кроме того, «туловище дракона» теперь вписано в круг и точно напоминает футбольный мяч в момент создания клуба в 1958 году, а из фирменного шрифта удалены лишние изломы[83][84].

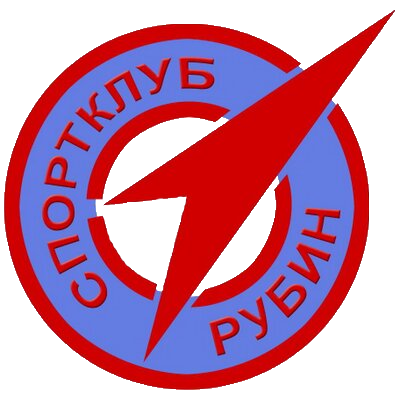
1970—1991
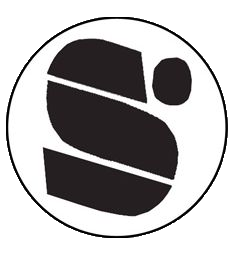
1992—1996
1996—2012
2012—2013
2013—2016
2016—2019
2019—н. в.

### Экипировка и спонсоры
Спонсорами ФК «Рубин», кроме группы компаний «ТАИФ», являются: «Казаньоргсинтез», «Нижнекамскнефтехим», ПАО «Ак Барс» Банк, «Татнефть», «Таттелеком», «Viatti», Mail.ru, «МегаФон», Фонбет, «Sila international lawyers».
| Годы       | Производители формы | Годы       | Спонсоры               |
| ---------- | ------------------- | ---------- | ---------------------- |
| 1992—1994  | Umbro               | 1992—1994  | Компания «ТАН»         |
| 1995—1996  | Uhlsport            | 1995—2005  | Без спонсора           |
| 1997—1998  | Nike                | 1995—2005  | Без спонсора           |
| 1999—2000  | Adidas              | 1995—2005  | Без спонсора           |
| 2001—2003  | Nike                | 1995—2005  | Без спонсора           |
| 2004       | Adidas              | 1995—2005  | Без спонсора           |
| 2005—2009  | Nike                |            |                        |
| 2005—2009  | Nike                | 2006—2009  | Группа компаний «ТАИФ» |
| 2010—2013  | Umbro               | 2010       | Группа компаний «ТАИФ» |
| 2010—2013  | Umbro               | 2011—2016  | «ТАИФ-НК»              |
| 2013—2016  | Puma                | 2011—2016  | «ТАИФ-НК»              |
| 2016—2017  | Jako                | 2016—н. в. | «Нижнекамскнефтехим»   |
| 2017—2018  | New Balance         | 2017—н. в. | Группа компаний «ТАИФ» |
| 2018—н. в. | Jako                |            |                        |

## Достижения
Чемпионат России
- Чемпион России (2): 2008, 2009
- Бронзовый призёр (2): 2003, 2010

Первая лига
- Победитель (2): 2002, 2022/23

Кубок России
- Обладатель: 2011/12
- Финалист: 2008/09

Суперкубок России
- Обладатель (2): 2010, 2012

Кубок Содружества
- Обладатель: 2010

### Еврокубки
Лига Европы УЕФА
- Четвертьфиналист: 2012/13

### Неофициальные
Кубок Ла Манга
- Обладатель (2): 2005, 2006

Marbella Cup
- Обладатель: 2012

Diamonds Cup
- 2-е место: 2014

### Достижения игроков, выступавших за «Рубин»
- 2006 — Алехандро Домингес — лучший иностранный игрок российской премьер-лиги по оценке газеты «Спорт-Экспресс»
- 2009 — Алехандро Домингес — лучший футболист России по версии РФС
- 2009 — Алехандро Домингес — лучший футболист России по версии тренеров клубов РФПЛ
- 2009 — Алехандро Домингес — лучший футболист России по версии «Спорт-Экспресс»
- 2009 — Алехандро Домингес — лучший футболист России по версии еженедельника «Футбол»
- 2009 — Александр Бухаров — второе место по количеству забитых голов в Премьер-лиге
- 2013 — Сергей Рыжиков — член «Клуба Льва Яшина»
- 2014 — Эльмир Набиуллин — лучший молодой футболист года в РФПЛ
- 2020 — Хвича Кварацхелия — лучший молодой футболист сезона в РПЛ
- 2021 — Хвича Кварацхелия — лучший молодой футболист сезона в РПЛ[86]
- 2021 — Денис Макаров — автор лучшего гола сезона в РПЛ[87]

## Состав

### Основной состав
| 25 | Флаг России     | Вр  | Артур Нигматуллин      | 1991 |  |  |  |  |  |
| 38 | Флаг России     | Вр  | Евгений Ставер         | 1998 |  |  |  |  |  |
| 39 | Флаг России     | Вр  | Илья Ежов              | 2006 |  |  |  |  |  |
|    |                 |     |                        |      |  |  |  |  |  |
| 2  | Флаг России     | Защ | Егор Тесленко          | 2001 |  |  |  |  |  |
| 3  | Флаг Гондураса  | Защ | Дениль Мальдонадо      | 1998 |  |  |  |  |  |
| 4  | Флаг России     | Защ | Константин Нижегородов | 2002 |  |  |  |  |  |
| 5  | Флаг Черногории | Защ | Игор Вуячич (капитан)  | 1994 |  |  |  |  |  |
| 9  | Флаг России     | Защ | Александр Ломовицкий   | 1998 |  |  |  |  |  |
| 23 | Флаг России     | Защ | Руслан Безруков        | 2002 |  |  |  |  |  |
| 27 | Флаг России     | Защ | Алексей Грицаенко      | 1995 |  |  |  |  |  |
| 51 | Флаг России     | Защ | Илья Рожков            | 2005 |  |  |  |  |  |
| 70 | Флаг России     | Защ | Дмитрий Кабутов        | 1992 |  |  |  |  |  |
|    |                 |     |                        |      |  |  |  |  |  |
| 6  | Флаг Армении    | ПЗ  | Угочукву Иву           | 1999 |  |  |  |  |  |

| 8  | Флаг Сербии            | ПЗ  | Богдан Йочич       | 2001 |  |  |  |  |  |
| 18 | Флаг России            | ПЗ  | Марат Апшацев      | 2001 |  |  |  |  |  |
| 19 | Флаг России            | ПЗ  | Олег Иванов        | 1986 |  |  |  |  |  |
| 21 | Флаг России            | ПЗ  | Александр Зотов    | 1990 |  |  |  |  |  |
| 22 | Флаг Республики Косово | ПЗ  | Велдин Ходжа       | 2002 |  |  |  |  |  |
| 24 | Флаг Сербии            | ПЗ  | Никола Чумич       | 1998 |  |  |  |  |  |
| 77 | Флаг Австрии           | ПЗ  | Александар Юкич    | 2000 |  |  |  |  |  |
| 87 | Флаг России            | ПЗ  | Энри Мукба         | 2005 |  |  |  |  |  |
| 96 | Флаг России            | ПЗ  | Никита Васильев    | 2006 |  |  |  |  |  |
|    |                        |     |                    |      |  |  |  |  |  |
| 10 | Флаг Албании           | Нап | Мирлинд Даку       | 1998 |  |  |  |  |  |
|    |                        |     |                    |      |  |  |  |  |  |
| 99 | Флаг Австрии           | Нап | Дардан Шабанхаджай | 2001 |  |  |  |  |  |

№ 17 закреплён за защитником Ленаром Гильмуллиным (посмертно), а № 61 — за полузащитником Гёкденизом Караденизом.

### Молодёжный состав
|  | Флаг России | Вр  | Илья Ежов           | 2006 |  |  |  |  |  |
|  | Флаг России | Вр  | Никита Корец        | 2005 |  |  |  |  |  |
|  | Флаг России | Вр  | Глеб Лобанов        | 2005 |  |  |  |  |  |
|  | Флаг России | Вр  | Сергей Рыжиков      | 2005 |  |  |  |  |  |
|  | Флаг России | Вр  | Амир Хайрулин       | 2006 |  |  |  |  |  |
|  |             |     |                     |      |  |  |  |  |  |
|  | Флаг России | Защ | Дамир Багаутдинов   | 2006 |  |  |  |  |  |
|  | Флаг России | Защ | Дмитрий Желтухин    | 2006 |  |  |  |  |  |
|  | Флаг России | Защ | Рафаиль Закиров     | 2006 |  |  |  |  |  |
|  | Флаг России | Защ | Игнат Кадяев        | 2006 |  |  |  |  |  |
|  | Флаг России | Защ | Эмиль Камилов       | 2005 |  |  |  |  |  |
|  | Флаг России | Защ | Даниил Кирягин      | 2006 |  |  |  |  |  |
|  | Флаг России | Защ | Артём Киселенко     | 2006 |  |  |  |  |  |
|  | Флаг России | Защ | Кирилл Кудрявцев    | 2006 |  |  |  |  |  |
|  | Флаг России | Защ | Иван Сергеев        | 2006 |  |  |  |  |  |
|  | Флаг России | Защ | Нияз Файзуллин      | 2005 |  |  |  |  |  |
|  | Флаг России | Защ | Эмиль Хакимов       | 2006 |  |  |  |  |  |
|  |             |     |                     |      |  |  |  |  |  |
|  | Флаг России | ПЗ  | Илья Балясников     | 2006 |  |  |  |  |  |
|  | Флаг России | ПЗ  | Никита Билялютдинов | 2005 |  |  |  |  |  |
|  | Флаг России | ПЗ  | Никита Васильев     | 2006 |  |  |  |  |  |

|  | Флаг России | ПЗ  | Рамазан Галеев    | 2006 |  |  |  |  |  |
|  | Флаг России | ПЗ  | Эмиль Ганеев      | 2006 |  |  |  |  |  |
|  | Флаг России | ПЗ  | Артём Горностаев  | 2006 |  |  |  |  |  |
|  | Флаг России | ПЗ  | Ислам Зиганшин    | 2006 |  |  |  |  |  |
|  | Флаг России | ПЗ  | Григорий Ладин    | 2005 |  |  |  |  |  |
|  | Флаг России | ПЗ  | Айдан Магфуров    | 2006 |  |  |  |  |  |
|  | Флаг России | ПЗ  | Денис Макаров     | 2005 |  |  |  |  |  |
|  | Флаг России | ПЗ  | Айдар Сайфутдинов | 2006 |  |  |  |  |  |
|  | Флаг России | ПЗ  | Егор Чумарин      | 2005 |  |  |  |  |  |
|  |             |     |                   |      |  |  |  |  |  |
|  | Флаг России | Нап | Кирилл Алемасов   | 2005 |  |  |  |  |  |
|  | Флаг России | Нап | Артём Боровский   | 2006 |  |  |  |  |  |
|  | Флаг России | Нап | Фёдор Золотарёв   | 2006 |  |  |  |  |  |
|  | Флаг России | Нап | Артём Ибрагимов   | 2006 |  |  |  |  |  |
|  | Флаг России | Нап | Илья Иванов       | 2005 |  |  |  |  |  |
|  | Флаг России | Нап | Ранель Кулахметов | 2006 |  |  |  |  |  |
|  | Флаг России | Нап | Энри Мукба        | 2005 |  |  |  |  |  |
|  | Флаг России | Нап | Дмитрий Прохоров  | 2006 |  |  |  |  |  |
|  | Флаг России | Нап | Савва Чернов      | 2006 |  |  |  |  |  |

#### Игроки в аренде
| \| № \| \| Поз. \| Имя \| Год рождения \| \| - \| \| ---- \| --------------------------------------------- \| ------------ \| \| \| \| Вр \| Никита Янович (в Нефтехимике до 30 июня 2025) \| 2003 \| \| \| \| Защ \| Урош Дрезгич (в Диошдьёре до 30 июня 2025) \| 2002 \| \| \| \| ПЗ \| Даниил Родин (в Нефтехимике до 30 июня 2025) \| 2002 \| \| \| \| ПЗ \| Даниил Кузнецов (в Урале до 30 июня 2025) \| 2003 \| |             |      |                                               |              |
| № |             | Поз. | Имя                                           | Год рождения |
| | Флаг России | Вр   | Никита Янович (в Нефтехимике до 30 июня 2025) | 2003         |
| | Флаг Сербии | Защ  | Урош Дрезгич (в Диошдьёре до 30 июня 2025)    | 2002         |
| | Флаг России | ПЗ   | Даниил Родин (в Нефтехимике до 30 июня 2025)  | 2002         |
| | Флаг России | ПЗ   | Даниил Кузнецов (в Урале до 30 июня 2025)     | 2003         |

## Трансферы 2025/2026

### Лето 2025
Пришли
| Поз. | Игрок                  | Прежний клуб         |
| ---- | ---------------------- | -------------------- |
| Вр   | Никита Янович**        | Нефтехимик           |
| Вр   | Артём Исмагилов**      | Калуга               |
| Защ  | Дениль Мальдонадо      | Университатя Крайова |
| Защ  | Урош Дрезгич**         | Диошдьёр             |
| ПЗ   | Александр Ломовицкий** | Факел                |
| ПЗ   | Даниил Кузнецов**      | Урал                 |

Ушли
| Поз. | Игрок               | Новый клуб |
| ---- | ------------------- | ---------- |
| Вр   | Никита Янович***    | Тюмень     |
| Вр   | Артём Исмагилов*    | Шинник     |
| Защ  | Рустамжон Ашурматов | Эстегляль  |
| ПЗ   | Валентин Вада***    |            |
| Нап  | Касра Тахери*       | Пайкан     |
| Нап  | Марвин Чуни*        | Сампдория  |

* В аренду

** Из аренды

*** Свободный агент

## Руководство клуба
- Ильдар Зарипов — директор АНО ФК «Рубин»
- Александр Айбатов — генеральный директор ООО ФК «Рубин»
- Ринат Булатов — исполнительный директор ООО ФК «Рубин»
- Константин Дзюба — спортивный директор

## Тренерский штаб

### Основной состав
- Рашид Рахимов — главный тренер
- Бенджамин Дюрей — тренер
- Олег Кузьмин — тренер
- Александр Дутов — тренер
- Сергей Козко — тренер вратарей
- Ярослав Малолетков — тренер вратарей
- Хосе Пастор Верчили — тренер по физподготовке

### Молодёжный состав
- Айдар Яруллин — главный тренер
- Алексей Варламов — тренер по работе с вратарями
- Игорь Николов — начальник команды
- Рустем Сафин — массажист
- Ильшат Хабиров — главный врач
- Александр Хораськин — помощник главного тренера
- Дмитрий Флегонтов — тренер по физподготовке

## Стадионы

### «Ак Барс Арена»

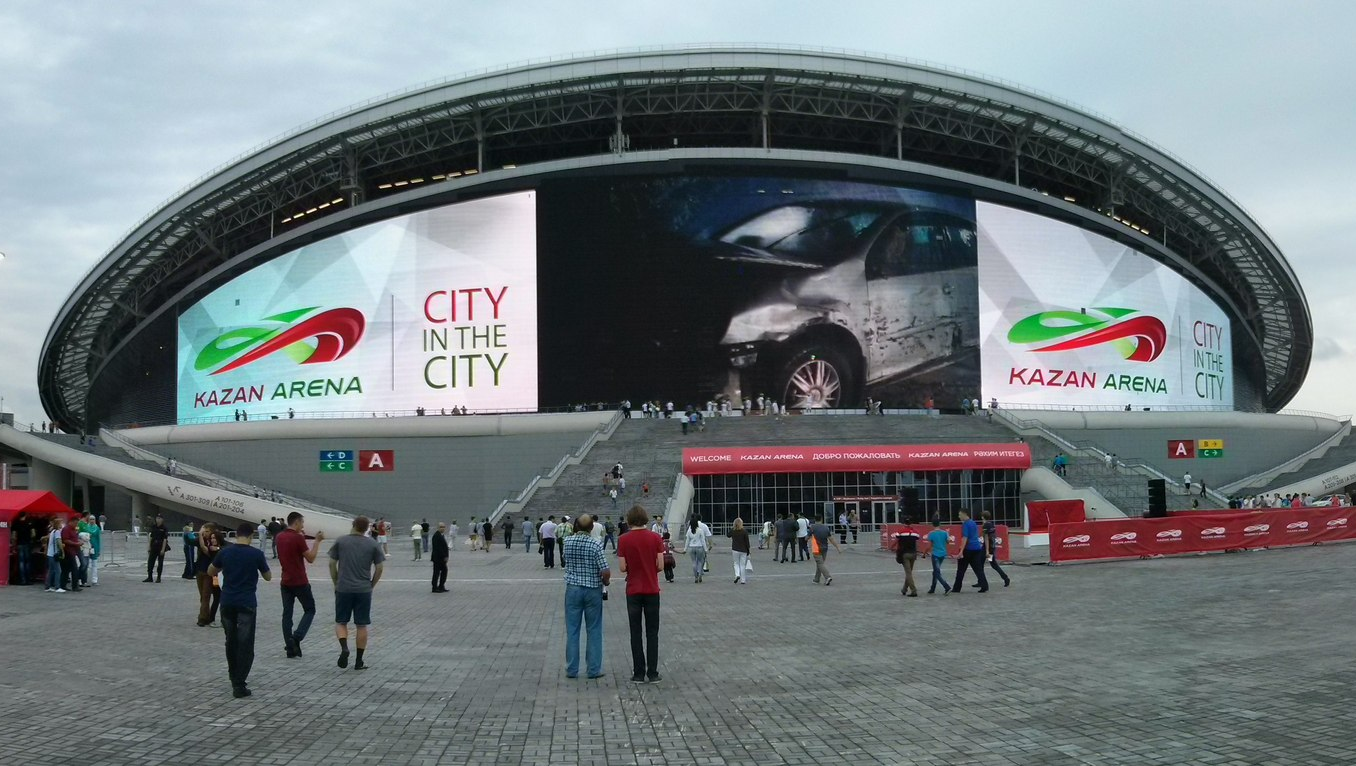
«Ак Барс Арена»

Стадион «Ак Барс Арена» является домашним стадионом «Рубина». Стадион открыт 14 июня 2013 года. Вместимость объекта — 45 379 зрителей. Первый футбольный матч на новом стадионе состоялся 17 августа 2014 года, когда «Рубин» у себя дома принимал московский «Локомотив».
В 2018 году стадион принял матчи чемпионата мира по футболу.

### «Центральный»
Архитектор стадиона — В. Е. Портянкин.
Первоначальное название стадиона — «Центральный стадион имени В. И. Ульянова-Ленина». Был введён в эксплуатацию 25 июня 1960 года и вмещал 30 000 зрителей. Первый матч на нём состоялся 21 августа 1960 года: казанский футбольный клуб «Искра» принимал команду «Металлург» из Каменска-Уральского. Игра завершилась со счётом 4:1 в пользу хозяев.
В 1962—1967 годах стадион также являлся домашней ареной хоккейной команды «Спортивный клуб имени Урицкого» (ныне — хоккейный клуб «Ак Барс»).
В 2001—2005 годах стадион частично реконструировался. В 2010 году Центральный стадион был сертифицирован УЕФА как стадион четвёртой категории.
Кроме того, в рамках подготовки к проведению Летней Универсиады 2013 года, в 2012 году осуществлялась реконструкция Центрального стадиона и футбольно-легкоатлетического манежа, предусматривающая расширение автостоянки с 90 до 250 машиномест, замену кровли, замену беговых дорожек и дренажной системы, устройство секторов для прыжков, метания молота, метания диска и толкания ядра, ремонт подтрибунных помещений и оснащение их новыми коммуникациями. Из-за реконструкции Восточной трибуны вместимость стадиона убавится и составит 25 400 мест.
6 сентября 2013 на стадионе проходил матч отборочной стадии XX чемпионата мира Россия — Люксембург (4:1). Ныне этот стадион является запасным.

### «Рубин»
Первый матч был сыгран на стадионе 20 мая 1958 года. В тот день казанская «Искра» встречалась с «Энергией» из города Волжский и одержала победу со счётом 6:1. Казанская команда проводила все свои домашние матчи на этом стадионе до 1960 года.
21 августа 1960 года «Искра» переехала на новый стадион — «Центральный». В конце 1969 года «Рубин» временно вернулся на свой старый стадион, это было связано с реконструкцией «Центрального».
В 1970 году стадион был закрыт на реконструкцию. Вместо деревянных трибун были возведены железобетонные. Газон стадиона был поднят, а также была установлена новая система дренажа. 19 сентября 1982 года стадион был открыт после реконструкции.
В конце 1990-х годов проведена частичная модернизация с установкой на разных зрительских трибунах красных и зелёных сидений цветов «Рубина».
Матчи молодёжного футбольного первенства и тренировки главной команды клуба проводятся на стадионе «Рубин». Вместимость — 10 000 человек.
После реконструкции под футбольный турнир XXVII Всемирной летней Универсиады 2013 года в Казани на стадионе сыграл несколько матчей основной состав команды (в том числе одну игру Лиги Европы 2013/2014 против испанского клуба «Бетис»).

## Фарм-клубы
Фарм-клуб «Рубина» — «Рубин-2», выступал во Втором дивизионе в 2004—2015 годах. Возрождён в 2023 году, выступает в дивизионе «Б» Второй лиги.
В структуру «Рубина» в течение некоторого времени входили также нижнекамский «Нефтехимик» (с 2007 года) и «КАМАЗ» из Набережных Челнов, с которым в 2013 году был заключён договор о сотрудничестве.
Также с 19 января 2021 года существует женский футбольный клуб «Рубин», выступающий в Чемпионате России по футболу среди женщин (Суперлиге).

## База
1 июля 2004 года команда переехала на новую клубную базу, расположенную в парке «Крылья Советов» в Казани. На территории базы расположены гостиничный, медико-восстановительный и обеденный комплексы, а также административные помещения и стадион «Рубин», вмещающий 10 000 зрителей.

## Центр подготовки молодых футболистов (ЦПМФ)
1 сентября 2009 года на базе ФК «Рубин» открыт Центр подготовки молодых футболистов (ЦПМФ), расположенный около стадиона «Рубин».
Долгое время Центр возглавлял Иван Данильянц. Однако после ухода из клуба главного тренера Курбана Бердыева он также покинул свой пост. Новым руководителем был назначен заслуженный работник физической культуры Республики Татарстан Ахмадуллин Рашид Габдулхаевич, ранее занимавший пост директора ДЮСШ Вахитовского района города Казани. В сентябре 2017 года на должность главы вновь был назначен Данильянц, став руководителем программы развития молодёжного футбола ФК «Рубин».
| ФИО                            | Должность                                               |
| ------------------------------ | ------------------------------------------------------- |
| Ильгизар Идрисович Гайнутдинов | старший тренер юношеских и молодёжных команд ФК «Рубин» |

## Главные тренеры
| Сезоны                            | Тренер                                                |
| --------------------------------- | ----------------------------------------------------- |
| 1958                              | Михин, Михаил Васильевич                              |
| 1958                              | Эвранов, Илья Георгиевич                              |
| 1958                              | Дементьев, Пётр Тимофеевич                            |
| 1958                              | Минов, Александр Михайлович                           |
| 1959 — 1971                       | Сентябрёв, Николай Иванович                           |
| 1971 (октябрь-ноябрь)             | Лахонин, Виктор Тимофеевич                            |
| 1972 — 1973                       | Калугин, Валерий Фёдорович                            |
| 1973 (с июля)                     | Добриков, Владимир Григорьевич                        |
| 1974 (до июня)                    | Решитько, Владлен Лазаревич                           |
| 1974 (с июня)                     | Марков, Юрий Степанович                               |
| 1975 (до июля)                    | Батанов, Борис Алексеевич                             |
| 1975 (с августа)                  | Марков, Юрий Степанович                               |
| 1976 (с июня)                     | Калугин, Валерий Фёдорович                            |
| 1978 — 1979                       | Берючевский, Алексей Алексеевич                       |
| 1980                              | Сальников, Валерий Александрович                      |
| 1981 — 1982                       | Михайлов, Владимир Алексеевич                         |
| 1983                              | Костылев, Геннадий Иванович                           |
| 1984                              | Семёнов, Алексей Александрович                        |
| 1985 — 1987 (до сентября)         | Михайлов, Владимир Алексеевич                         |
| 1987 — 1988                       | Семёнов, Алексей Александрович                        |
| 1989                              | Наврозов, Равиль Галимович                            |
| 1990 — 1991                       | Золотухин, Иван Васильевич                            |
| 1992                              | Ивченко, Александр Владимирович                       |
| 1993 (до июля)                    | Лукашенко, Виктор Авраамович                          |
| 1993 — 1995 (до мая)              | Задикашвили, Мурад Вахтангович                        |
| 1995 (с июля)                     | Савельев, Владимир Борисович                          |
| 1996 — 1998 (до апреля)           | Волчок, Игорь Семёнович                               |
| 1998 (апрель-май)                 | Афонин, Александр Дмитриевич (и. о. главного тренера) |
| 1998 (май)                        | Раданович, Миодраг (и. о. главного тренера)           |
| 1998 (с июня до декабря)          | Александр Ирхин                                       |
| 1998 — 1999                       | Павел Садырин                                         |
| 2000 — 2001 (май)                 | Виктор Антихович                                      |
| июль 2001                         | Александр Афонин (и. о. главного тренера)             |
| 4 августа 2001 — 20 декабря 2013  | Курбан Бердыев                                        |
| 12 февраля 2014 — 31 мая 2014     | Владимир Маминов                                      |
| 17 июля 2014 — 14 февраля 2015    | Валерий Чалый                                         |
| 14 февраля 2015 — 4 сентября 2015 | Ринат Билялетдинов                                    |
| 4 сентября 2015 — 21 мая 2016     | Валерий Чалый                                         |
| 27 мая 2016 — 8 июня 2017         | Хавьер Грасия                                         |
| 9 июня 2017 — 5 июня 2019         | Курбан Бердыев                                        |
| 6 июня 2019 — 16 декабря 2019     | Эдуардо Докампо                                       |
| 19 декабря 2019 — 15 ноября 2022  | Леонид Слуцкий                                        |
| 15 ноября 2022 — 12 апреля 2023   | Юрий Уткульбаев                                       |
| 12 апреля 2023 — н. в.            | Рашид Рахимов                                         |

## Результаты выступлений
- Наибольшее количество матчей за «Рубин» в чемпионатах страны провёл Валерий Мартынов — 393 (1977—1995 с перерывами)
- Лучший бомбардир «Рубина» в чемпионатах страны: Владимир Гаврилов — 85 мячей, он же больше всех забил за сезон — 27 в 1986 году
- Рекордсмен по результативности за сезон в официальных матчах: Андрей Князев — 30 мячей в 1997 году
- Дольше всех возглавлял команду в роли главного тренера: Николай Сентябрёв — 13 сезонов (1958—1971)
- Наибольшее количество очков, набранных командой в одном чемпионате: 102 в 1997 году, в процентном отношении — 85 % от возможного числа в 1997 году.
- Наименьшее количество поражений в чемпионате: 2 в 1997 году
- Наибольшее количество мячей в одном чемпионате: 88 в 1997 году
- Наименьшее количество мячей, пропущенных в одном чемпионате: 14 в 2002 году
- Наилучшая разница мячей за один чемпионат: +66 в 1997 году (88—22)
- Самая длинная беспроигрышная серия: 35 матчей подряд (с 13.10.1990 по 16.09.1991)
- Самая продолжительная победная серия в одном чемпионате: 13 матчей в 1997 году

### Первенство и Кубок СССР
| Первенство | Первенство | Первенство               | Первенство                 | Первенство | Первенство | Первенство | Первенство | Первенство | Первенство | Кубок                                  |
| Сезон      | Уровень    | Лига                     | Лига                       | Место      | В          | Н          | П          | М          | Очки       | Кубок                                  |
| ---------- | ---------- | ------------------------ | -------------------------- | ---------- | ---------- | ---------- | ---------- | ---------- | ---------- | -------------------------------------- |
| 1958       | 2          | Класс «Б»                | зона 1                     | 14         | 7          | 4          | 19         | 24—56      | 18         | 1/4 зоны                               |
| 1959       | 2          | Класс «Б»                | зона 1                     | 5          | 12         | 9          | 7          | 36—27      | 33         | 1/4 зоны                               |
| 1960       | 2          | Класс «Б»                | зона 4                     | 4          | 15         | 7          | 6          | 42—22      | 37         | 1/4 зоны                               |
| 1961       | 2          | Класс «Б»                | зона 2                     | 3          | 11         | 9          | 4          | 31—22      | 31         | 1/16 финала                            |
| 1962       | 2          | Класс «Б»                | зона 4                     | 3          | 13         | 12         | 5          | 47—23      | 38         | 1/4 зоны                               |
| 1963       | 3          | Класс «Б»                | зона 4                     | 3          | 17         | 6          | 7          | 47—28      | 40         | 1/32 финала                            |
| 1964       | 3          | Класс «Б»                | зона 2                     | 2          | 13         | 5          | 4          | 40—15      | 41         | 1/8 зоны                               |
| 1964       | 3          | Класс «Б»                | РСФСР. Полуфинал 2         | 4          | 2          | 1          | 2          | 6—5        | 6          | 1/8 зоны                               |
| 1965       | 3          | Класс «Б»                | зона 2                     | 2          | 20         | 9          | 7          | 52—22      | 49         | финал зоны (1965) и 1/16 финала (1966) |
| 1965       | 3          | Класс «Б»                | РСФСР. Полуфинал 1         | 1          | 4          | 0          | 0          | 9—4        | 8          | финал зоны (1965) и 1/16 финала (1966) |
| 1965       | 3          | Класс «Б»                | РСФСР. Финал               | 2          | 2          | 0          | 1          | 4—4        | 4          | финал зоны (1965) и 1/16 финала (1966) |
| 1966       | 2          | Вторая группа Класса «А» | подгруппа 1                | 5          | 15         | 9          | 8          | 32—23      | 39         | финал зоны (1965) и 1/16 финала (1966) |
| 1967       | 2          | Вторая группа Класса «А» | подгруппа 1                | 4          | 16         | 12         | 10         | 36—22      | 44         | 1/8 финала                             |
| 1968       | 2          | Вторая группа Класса «А» | подгруппа 3                | 5          | 19         | 9          | 12         | 52—31      | 47         | 1/128 финала                           |
| 1969       | 2          | Вторая группа Класса «А» | подгруппа 2, 2-я зона      | 2          | 10         | 9          | 3          | 27—15      | 29         | 1/8 финала                             |
| 1969       | 2          | Вторая группа Класса «А» | подгруппа 2, за 1—12 места | 2          | 7          | 3          | 2          | 13—6       | 17         | 1/8 финала                             |
| 1970       | 2          | Первая группа Класса «А» | Первая группа Класса «А»   | 8          | 18         | 10         | 14         | 36—42      | 46         | 1/64 финала                            |
| 1971       | 2          | Первая лига              | Первая лига                | 22         | 9          | 13         | 20         | 31—57      | 31         | 1/16 финала                            |
| 1972       | 3          | Вторая лига              | зона 5                     | 7          | 11         | 4          | 7          | 21—18      | 36         | -                                      |
| 1973       | 3          | Вторая лига              | зона 5                     | 2          | 21         | 5          | 6          | 58—26      | 47         | -                                      |
| 1974       | 3          | Вторая лига              | зона 4                     | 2          | 20         | 11         | 9          | 53—33      | 51         | -                                      |
| 1975       | 2          | Первая лига              | Первая лига                | 11         | 12         | 13         | 13         | 37—51      | 37         | 1/32 финала                            |
| 1976       | 2          | Первая лига              | Первая лига                | 17         | 6          | 18         | 14         | 39—55      | 30         | 1/32 финала                            |
| 1977       | 2          | Первая лига              | Первая лига                | 20         | 6          | 10         | 22         | 40—76      | 22         | 1/32 финала                            |
| 1978       | 3          | Вторая лига              | зона 4                     | 6          | 20         | 12         | 14         | 64—50      | 52         | -                                      |
| 1979       | 3          | Вторая лига              | зона 4                     | 19         | 10         | 16         | 20         | 48—65      | 36         | -                                      |
| 1980       | 3          | Вторая лига              | зона 2                     | 10         | 12         | 11         | 11         | 37—27      | 35         | -                                      |
| 1981       | 3          | Вторая лига              | зона 2                     | 5          | 14         | 8          | 10         | 46—30      | 36         | -                                      |
| 1982       | 3          | Вторая лига              | зона 2                     | 2          | 19         | 8          | 5          | 51—28      | 46         | -                                      |
| 1983       | 3          | Вторая лига              | зона 2                     | 5          | 11         | 10         | 7          | 35—27      | 32         | -                                      |
| 1984       | 3          | Вторая лига              | зона 2                     | 10         | 11         | 9          | 12         | 26—33      | 31         | -                                      |
| 1985       | 3          | Вторая лига              | зона 2                     | 7          | 13         | 4          | 11         | 34—32      | 30         | -                                      |
| 1986       | 3          | Вторая лига              | зона 2                     | 5          | 16         | 8          | 8          | 50—33      | 40         | -                                      |
| 1987       | 3          | Вторая лига              | зона 2                     | 5          | 15         | 8          | 9          | 44—29      | 38         | -                                      |
| 1988       | 3          | Вторая лига              | зона 2                     | 7          | 13         | 5          | 14         | 30—28      | 31         | 1/64 финала                            |
| 1989       | 3          | Вторая лига              | зона 2                     | 12         | 18         | 4          | 20         | 42—41      | 40         | 1/64 финала                            |
| 1990       | 4          | Вторая низшая лига       | зона 7                     | 3          | 18         | 10         | 4          | 48—15      | 46         | -                                      |
| 1991       | 4          | Вторая низшая лига       | зона 7                     | 1          | 30         | 8          | 4          | 79—20      | 68         | -                                      |

1. ↑  Первенство проходило в два этапа, на втором этапе учитывалась часть матчей первого этапа. Приведены показатели в сыгранных матчах.

В 1973, 1974, 1980—1988 годах участвовал также в Кубке РСФСР для команд второй лиги.

### Чемпионат, первенство и Кубок России
| Первенство, чемпионат | Первенство, чемпионат | Первенство, чемпионат | Первенство, чемпионат | Первенство, чемпионат | Первенство, чемпионат | Первенство, чемпионат | Первенство, чемпионат | Первенство, чемпионат | Кубок          | Кубок          | Кубок          |
| Сезон                 | Уровень               | Лига                  | Место                 | В                     | Н                     | П                     | М                     | Очки                  | Кубок          | Кубок          | Кубок          |
| --------------------- | --------------------- | --------------------- | --------------------- | --------------------- | --------------------- | --------------------- | --------------------- | --------------------- | -------------- | -------------- | -------------- |
| 1992                  | 2                     | Первая, зона «Центр»  | 5                     | 15                    | 9                     | 10                    | 43—30                 | 39                    | 1/128          | 1/128          | 1/128          |
| 1993                  | 2                     | Первая, зона «Центр»  | 8                     | 19                    | 6                     | 13                    | 48—46                 | 44                    | 1/128          | 1/128          | 1/128          |
| 1994                  | 3                     | Вторая, зона «Центр»  | 15                    | 6                     | 4                     | 22                    | 15—65                 | 16                    | 1/128          | 1/128          | 1/128          |
| 1995                  | 3                     | Вторая, зона «Центр»  | 17                    | 12                    | 6                     | 22                    | 32—56                 | 42                    | 1/256          | 1/256          | 1/256          |
| 1996                  | 3                     | Вторая, зона «Центр»  | 6                     | 24                    | 7                     | 11                    | 66—34                 | 79                    | 1/32           | 1/32           | 1/32           |
| 1997                  | 3                     | Вторая, зона «Центр»  | 1                     | 32                    | 6                     | 2                     | 88—22                 | 102                   | 1/4            |                |                |
| 1998                  | 2                     | Первая                | 7                     | 19                    | 6                     | 17                    | 56—50                 | 63                    | 1/4            | 1/32           | 1/32           |
| 1999                  | 2                     | Первая                | 7                     | 18                    | 12                    | 12                    | 56—49                 | 66                    | 1/32           | 1/32           | 1/32           |
| 2000                  | 2                     | Первая                | 3                     | 24                    | 6                     | 8                     | 61—28                 | 78                    | 1/32           | 1/32           | 1/32           |
| 2001                  | 2                     | Первая                | 8                     | 13                    | 7                     | 14                    | 44—44                 | 46                    | 1/8            | 1/8            | 1/8            |
| 2002                  | 2                     | Первая                | 1                     | 22                    | 6                     | 6                     | 51—14                 | 72                    | 1/8            | 1/8            | 1/8            |
| 2003                  | 1                     | Премьер-лига          | 3                     | 15                    | 8                     | 7                     | 44—29                 | 53                    | 1/8            |                |                |
| 2004                  | 1                     | Премьер-лига          | 10                    | 7                     | 12                    | 11                    | 32—31                 | 33                    | 1/8            | 1/16           | 1/16           |
| 2005                  | 1                     | Премьер-лига          | 4                     | 14                    | 9                     | 7                     | 45—31                 | 51                    | 1/4            |                |                |
| 2006                  | 1                     | Премьер-лига          | 5                     | 13                    | 7                     | 10                    | 43—37                 | 46                    | 1/4            |                |                |
| 2007                  | 1                     | Премьер-лига          | 10                    | 10                    | 5                     | 15                    | 31—39                 | 35                    |                | 1/4            | 1/8            |
| 2008                  | 1                     | Премьер-лига          | 1                     | 18                    | 6                     | 6                     | 44—26                 | 60                    | Финал          |                |                |
| 2009                  | 1                     | Премьер-лига          | 1                     | 19                    | 6                     | 5                     | 62—21                 | 63                    | Финал          | 1/16           | 1/16           |
| 2010                  | 1                     | Премьер-лига          | 3                     | 15                    | 13                    | 2                     | 37—16                 | 58                    | 1/16           | 1/16           | 1/16           |
| 2011/12               | 1                     | Премьер-лига          | 6                     | 17                    | 17                    | 10                    | 55—41                 | 68                    | Победитель     | Победитель     | Победитель     |
| 2012/13               | 1                     | Премьер-лига          | 6                     | 15                    | 5                     | 10                    | 39—27                 | 50                    | 1/16           | 1/16           | 1/16           |
| 2013/14               | 1                     | Премьер-лига          | 9                     | 9                     | 11                    | 10                    | 36—30                 | 38                    | 1/16           | 1/16           | 1/16           |
| 2014/15               | 1                     | Премьер-лига          | 5                     | 13                    | 9                     | 8                     | 39—33                 | 48                    | 1/4            | 1/4            | 1/4            |
| 2015/16               | 1                     | Премьер-лига          | 10                    | 9                     | 6                     | 15                    | 33—39                 | 33                    | 1/16           | 1/16           | 1/16           |
| 2016/17               | 1                     | Премьер-лига          | 9                     | 10                    | 8                     | 12                    | 30—34                 | 38                    | 1/2            | 1/2            | 1/2            |
| 2017/18               | 1                     | Премьер-лига          | 10                    | 9                     | 11                    | 10                    | 32—25                 | 38                    | 1/8            | 1/8            | 1/8            |
| 2018/19               | 1                     | Премьер-лига          | 11                    | 7                     | 15                    | 8                     | 24—30                 | 36                    | 1/4            | 1/4            | 1/4            |
| 2019/20               | 1                     | Премьер-лига          | 10                    | 8                     | 11                    | 11                    | 18—28                 | 35                    | 1/16           | 1/16           | 1/16           |
| 2020/21               | 1                     | Премьер-лига          | 4                     | 16                    | 5                     | 9                     | 42—33                 | 53                    | групповой этап | групповой этап | групповой этап |
| 2021/22               | 1                     | Премьер-лига          | 15                    | 8                     | 5                     | 17                    | 34—56                 | 29                    | 1/4            | 1/4            | 1/4            |
| 2022/23               | 2                     | Первая                | 1                     | 19                    | 12                    | 3                     | 53—27                 | 69                    | 1/32           | 1/32           | 1/32           |
| 2023/24               | 1                     | Премьер-лига          | 8                     | 11                    | 9                     | 10                    | 31—38                 | 42                    | групповой этап | групповой этап | групповой этап |
| 2024/25               | 1                     | Премьер-лига          | 7                     | 13                    | 6                     | 11                    | 42—45                 | 45                    | 1/4            | 1/4            | 1/4            |

## Еврокубки
| Турнир                   | Матчи | Победы | Ничьи | Поражения | Забито | Пропущено | Разница мячей |
| ------------------------ | ----- | ------ | ----- | --------- | ------ | --------- | ------------- |
| Лига чемпионов УЕФА      | 16    | 4      | 7     | 5         | 12     | 16        | -4            |
| Кубок УЕФА / Лига Европы | 44    | 24     | 10    | 10        | 70     | 35        | +35           |
| Лига конференций УЕФА    | 2     | 0      | 1     | 1         | 0      | 1         | -1            |
| Кубок Интертото          | 4     | 2      | 1     | 1         | 6      | 3         | +3            |
| Итого                    | 66    | 30     | 19    | 17        | 88     | 55        | +33           |

### Кубок чемпионов Содружества
| Сезон     | Этап        | И | В | Н | П | М     | Бомбардир                   |
| --------- | ----------- | - | - | - | - | ----- | --------------------------- |
| 2009      | Групповой   | 3 | 1 | 1 | 1 | 4−5   | Кабзе — 3                   |
| 2010      | Групповой—О | 6 | 5 | 0 | 1 | 15−5  | Портнягин, Яркин — 3        |
| Всего (2) | Всего (2)   | 9 | 6 | 1 | 2 | 19−10 | Кабзе, Портнягин, Яркин — 3 |

## Рекордсмены клуба
по состоянию на 21 декабря 2018 (учтены данные только за российский период истории клуба)

| #  | Футболист          | Период                          | Игр |
| -- | ------------------ | ------------------------------- | --- |
| 1  | Сергей Рыжиков     | 2008—2018                       | 359 |
| 2  | Гёкдениз Карадениз | 2008—2018                       | 300 |
| 3  | Роман Шаронов      | 1999—2004, 2008—2014            | 284 |
| 4  | Сесар Навас        | 2009—2015, 2017—2018            | 255 |
| 5  | Сергей Харламов    | 1992—1993, 1997—2004            | 240 |
| 6  | Александр Рязанцев | 2006—2013                       | 205 |
| 7  | Олег Кузьмин       | 2010—2018                       | 203 |
| 8  | Рустем Хузин       | 1992—1993, 1997—1999, 2005—2006 | 186 |
| 9  | Макбет Сибайя      | 2003—2010                       | 175 |
| 10 | Кристиан Ансальди  | 2008—2013                       | 170 |

| #  | Футболист           | Период                          | Голов |
| -- | ------------------- | ------------------------------- | ----- |
| 1  | Гёкдениз Карадениз  | 2008—2018                       | 52    |
| 2  | Алехандро Домингес  | 2004—2006, 2009                 | 43    |
| 3  | Андрей Князев       | 1997—1999                       | 41    |
| 4  | Владимир Пантюшенко | 1996, 1997, 1999                | 39    |
| 5  | Александр Бухаров   | 2006—2010, 2018—2019            | 37    |
| 6  | Олег Нечаев         | 1992—1993, 1999—2000, 2002—2004 | 36    |
| 7  | Бибрас Натхо        | 2010—2013                       | 31    |
| 8  | Кристиан Нобоа      | 2007—2011, 2018                 | 29    |
| 9  | Александр Рязанцев  | 2006—2013                       | 28    |
| 10 | Денис Бояринцев     | 2001—2004                       | 27    |

Жирным отмечены футболисты текущего состава ФК «Рубин».

### Футболисты, сыгравшие 100 и более матчей
Список футболистов, сыгравших 100 и более матчей за клуб. Учитываются только матчи официальных турниров (чемпионат СССР, Кубок СССР, чемпионат России, Кубок России, Кубок Премьер-лиги, Суперкубок России, Лига чемпионов УЕФА, Кубок УЕФА, Лига Европы УЕФА, Кубок Интертото).
- Сергей Агафонов
- Нияз Акбаров
- Эдуард Акбаров
- Кристиан Ансальди
- Айрат Ахметгалиев
- Владимир Байрамов
- Владимир Барышев
- Алексей Берючевский
- Денис Бояринцев
- Рустем Булатов
- Дмитрий Буханов
- Александр Бухаров
- Анатолий Ветров
- Вячеслав Власов
- Владимир Гаврилов
- Ильгизар Гайнутдинов
- Ильяс Галимов
- Виталий Голубев
- Сергей Горшунов
- Олег Данилин
- Леонид Дардымов
- Игорь Долгополов
- Алехандро Домингес
- Евгений Дьячков
- Юрий Дюпин
- Владимир Дядюн
- Роман Ерёменко
- Валерий Жаров
- Ильдус Загидуллин
- Мурад Задикашвили
- Рашид Зайнутдинов
- Владимир Зайцев
- Юрий Ибраев
- Александр Иванов
- Владимир Кадыров
- Сергей Казарин
- Игорь Калачёв
- Виталий Калешин
- Орландо Калисто
- Ренат Камалетдинов
- Руслан Камболов
- Игорь Камков
- Максим Канунников
- Гёкдениз Карадениз
- Алан Касаев
- Анатолий Кашурин
- Соломон Кверквелия
- Иван Кихтенко
- Геннадий Климанов
- Олег Кузьмин
- Владимир Лукович
- Валентин Марамыгин
- Николай Марков
- Юрий Марков
- Валерий Мартынов
- Александр Машин
- Ислам Миннибаев
- Олег Миронов
- Сергей Моисеев
- Эльмир Набиуллин
- Сесар Навас
- Бибрас Натхо
- Олег Нечаев
- Кристиан Нобоа
- Виктор Новичков
- Магомед Оздоев
- Николай Пензин
- Вадим Попов
- Вадим Потапов
- Рубин Равилов
- Анатолий Распусков
- Сергей Рыжиков
- Александр Рязанцев
- Владимир Савельев
- Наиль Садыков
- Лаша Салуквадзе
- Алексей Семёнов
- Макбет Сибайя
- Михаил Синёв
- Андрес Скотти
- Виктор Сурков
- Сергей Суслин
- Александр Татаркин
- Сергей Татаркин
- Виктор Тетёркин
- Геннадий Тишкин
- Ян Урясов
- Владимир Усенко
- Олег Усов
- Альберт Файзуллин
- Андрей Фёдоров
- Анатолий Фомин
- Рустем Хайруллин
- Сергей Харламов
- Юрий Хохлов
- Рустем Хузин
- Станислав Чеблуков
- Рустем Шагивалеев
- Роман Шаронов
- Анатолий Яшин

## Чемпионы России в составе «Рубина» в 2008 году
Козко,
Ревишвили,
Рыжиков,
Ансальди,
Джефтон,
Квирквелия,
Орехов,
Попов,
Салуквадзе,
Томас,
Фёдоров,
Шаронов,
Баляйкин,
Галиулин,
Карадениз,
Кобенко,
Нобоа,
Ребров,
Рязанцев,
Семак,
Сибайя,
Адамов,
Бухаров,
Милошевич,
Кабзе.

## Чемпионы России в составе «Рубина» в 2009 году
Козко,
Ревишвили,
Рыжиков,
Томас,
Ансальди,
Навас,
Салуквадзе,
Калешин,
Орехов,
Попов,
Квирквелия,
Шаронов,
Быстров,
Сибайя,
Семак,
Рязанцев,
Нобоа,
Баляйкин,
Горбанец,
Муравски,
Карадениз,
Касаев,
Домингес,
Бухаров,
Портнягин,
Кабзе.

## Дерби и противостояния
- Противостояния с самарскими «Крыльями Советов» носят название «Волжское дерби»[98].
- Противостояния с футбольным клубом «Уфа» из одноименного города носили название «Башкиро-татарское дерби»[99].

## Болельщики

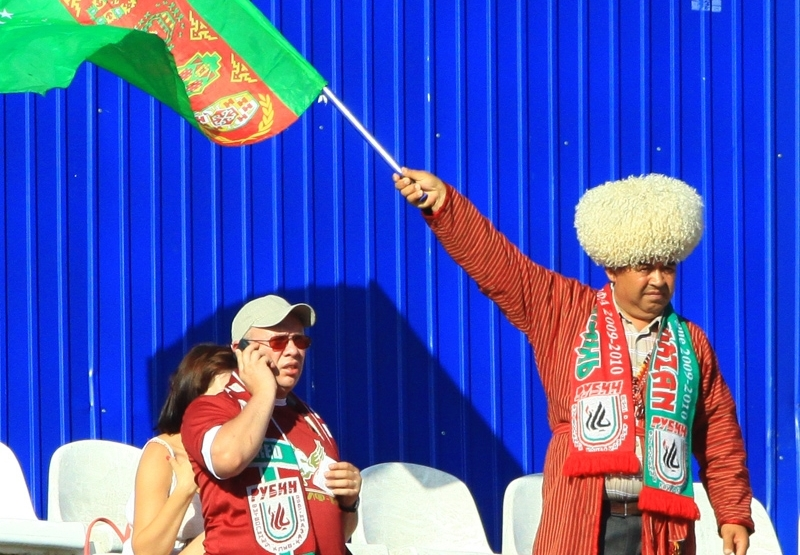
Болельщик «Рубина» из Туркменистана. 2012 год

Фан-движение зародилось в 90-х годах XX века, хотя ещё ранее на выездные матчи команды ездили наиболее активные болельщики.
9 мая 1998 года состоялся первый организованный выезд фанатов «Рубина». Этот день считается датой основания движения «Rubin-Ultras».
Одним из первых организованных «нефанатских» объединений стала группа болельщиков «Old Crazy Alcogoal-X» (официально основана в 2006 году).
В 2011 году появилось объединение болельщиков на восточной трибуне стадиона «Центральный». Организация получила название «Рубин ультрас» («Rubin Ultras»). Объединение родилось на основе гостевой книги официального сайта ФК «Рубин». Офис организации находится на Центральном стадионе под сектором № 6 южной трибуны (около табло), в подтрибунных помещениях на втором этаже.
У клуба большое количество болельщиков за рубежом, в основном в Турции, Иране, Туркменистане и других странах Азии.
20 ноября 2009 года болельщиками клуба был основан футбольный клуб «Заря», который в настоящее время[какое?] выступает в Казанской футбольной любительской лиге. С 2013 года тренировать команду начал Валерий Мартынов — рекордсмен «Рубина» по количеству сыгранных матчей.

### Известные болельщики
- Марина Абросимова (МакЅим)[101]
- Максим Аверин[102]
- Марат Бариев[103]
- Тимур Батрутдинов[104]
- Яна Батыршина[105]
- Гурбангулы Бердымухамедов[106]
- Зинэтула Билялетдинов[107]
- Александр Бурмистров[108]
- Диляра Вагапова[109]
- Ислам Валеев (Malsi Music)[110]
- ВИА Волга-Волга[111]
- Дина Гарипова[112][нет в источнике]
- Сергей Дурасов[113]
- Данис Зарипов[114]
- Елена Исинбаева[115]
- Рустам Исхаков[116]
- Камиль Исхаков[117][нет в источнике]
- Эльмира Калимуллина[118]
- Ильсур Метшин[119]
- Рустам Минниханов[120]
- Фарид Мухаметшин[121]
- Хабиб Нурмагомедов[122][нет в источнике]
- Ираклий Пирцхалава (Иракли)[123]
- Андрей Сапунов †[124]
- Гульнара Сергеева[125]
- Салават Фатхутдинов[126][нет в источнике]
- Ринат Фахретдинов[127]
- Владимир Чагин[128]
- Ирина Шадрина[129][130]
- Минтимер Шаймиев[131]
- Альберт Шарафутдинов (Нурминский)[132]

## Бюджет
По данным на 2023 год операционные расходы клуба составили 3,31 миллиард рублей, а доходы — 2,76 миллиардов рублей.